# The Italian Job (videogioco 2001)
The Italian Job è un videogioco basato sul film del 1969 Un Colpo all'Italiana (titolo originale appunto, The Italian Job). È stato inizialmente pubblicato in Europa per PlayStation nel 2001, ed in seguito per PlayStation statunitensi e Microsoft Windows nel 2002. Il gioco presenta una modalità storia basata sul film, una modalità di gioco multigiocatore, varie modalità sfida ed una modalità libera, in cui il giocatore può guidare liberamente per le città di Londra e Torino, scegliendo fra le numerose automobili disponibili. La versione del gioco pubblicata sul mercato statunitense è stata lanciata a soli $9.99, essendo uscita quasi alla fine dell'epoca della PlayStation.

## Modalità di gioco
- Italian Job - La modalità storia, che ripercorre gli avvenimenti del film.
- Più giocatori - Modalità multiplayer, nella quale bisogna completare dei percorsi cittadini, nel più breve tempo possibile.
- Sfida - In questa modalità si faranno piccoli percorsi cittadini, dove bisogna concluderli prima dello scadere del tempo. I primi livelli sono ambientati in piccoli circuiti con delle rampe per saltare il fossato dove passa il treno. Qui, oltre che a dover terminare i 3 giri prima che scada il tempo, bisogna anche non uscir di strada. Un livello è ambientato nelle Alpi, dove bisognerà completare il percorso, buttando a terra i coni per non far scadere il tempo. Un altro livello è ambientato a Londra con la visuale dall'alto dove l'obbiettivo e quello di passare sopra a 600 coni senza farsi prendere dalla polizia ed entro lo scadere del tempo.
- Corsa libera - Dopo aver selezionato un'auto e scelto fra Londra o Torino, si potrà girare liberamente per la città.
- Checkpoint - Consiste nel completare dei percorsi cittadini, passando per dei piccoli traguardi che aumentano di qualche secondo lo scadere del tempo.
- Distruzione - Consiste nel completare dei percorsi cittadini, passando sopra a dei coni, che aumentano di qualche secondo lo scadere del tempo.

## Luoghi, monumenti ed edifici reali presenti nel gioco
A Londra:
- Piccadilly Circus
- Stazione di London King's Cross
- Fiume Tamigi
- Big ben (Clock Tower)
- Metropolitan Police Service

A Torino:
- La Mole Antonelliana
- Piazza Castello
- Monumento a Emanuele Filiberto di Savoia
- La Gran Madre
- I Murazzi
- La pista del Lingotto
- Il Palavela
- Il fiume Po con la diga
- La Villa della Regina
- Palazzo di Città
- Il Ponte Umberto I
- Il Ponte Vittorio Emanuele I
- La Galleria San Federico
- L'aeroporto di Torino
- Arco monumentale dell'artiglieria

## Curiosità
- Torino fu la prima città italiana a finire su un videogioco in 3D dove fosse possibile girare liberamente per le vie della città.[senza fonte]
- La versione per PC del gioco contiene dei modelli 3D delle automobili di maggior qualità rispetto a quelli per PS1.[4]

Anche tutte le cutscenes sono state ricreate con i nuovi modelli e animazioni migliori.